# Pista de esqui

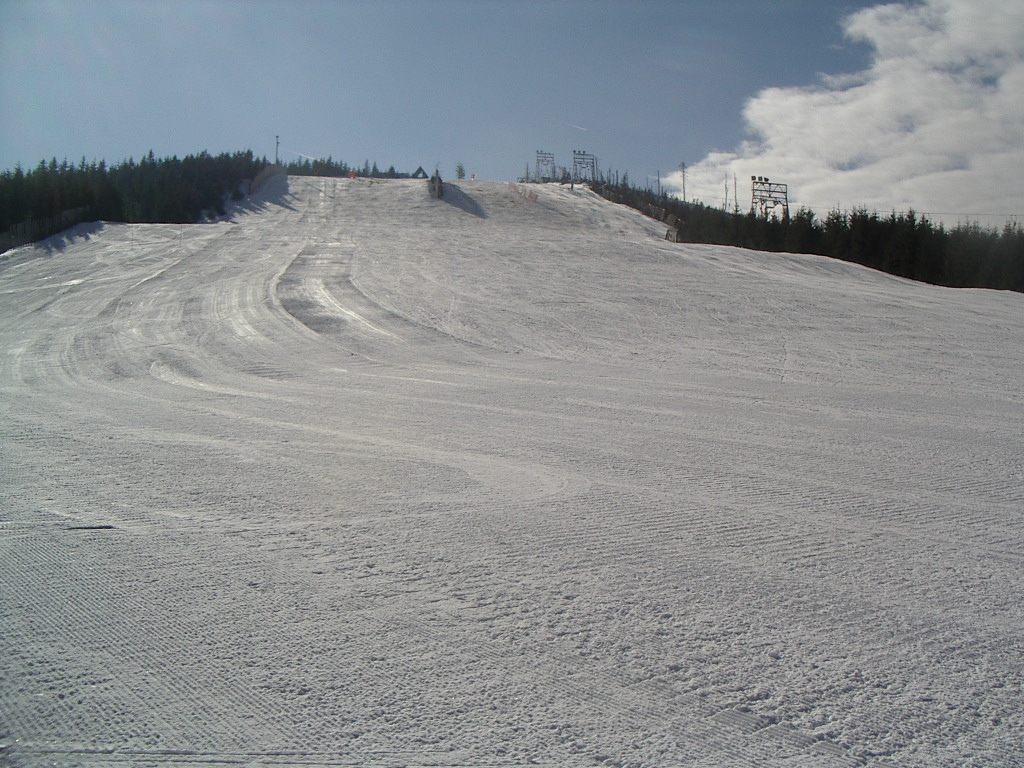
Pista penteada e ainda não esquiada, em Seibelseckle, Alemanha

Uma pista de esqui é um percurso numa estância de esqui tornado segurado e preparado para permitir a prática do esqui, snowboard e outros desportos de inverno nas melhores condições possíveis. Entre os desportos e muitas variantes que se praticam em pistas de esqui encontram-se o esqui alpino, o esqui de fundo, o monoesqui, o airboard, o skijöring, o snowboard, o skwal, o snowscoot e o telemark.

## Segurança

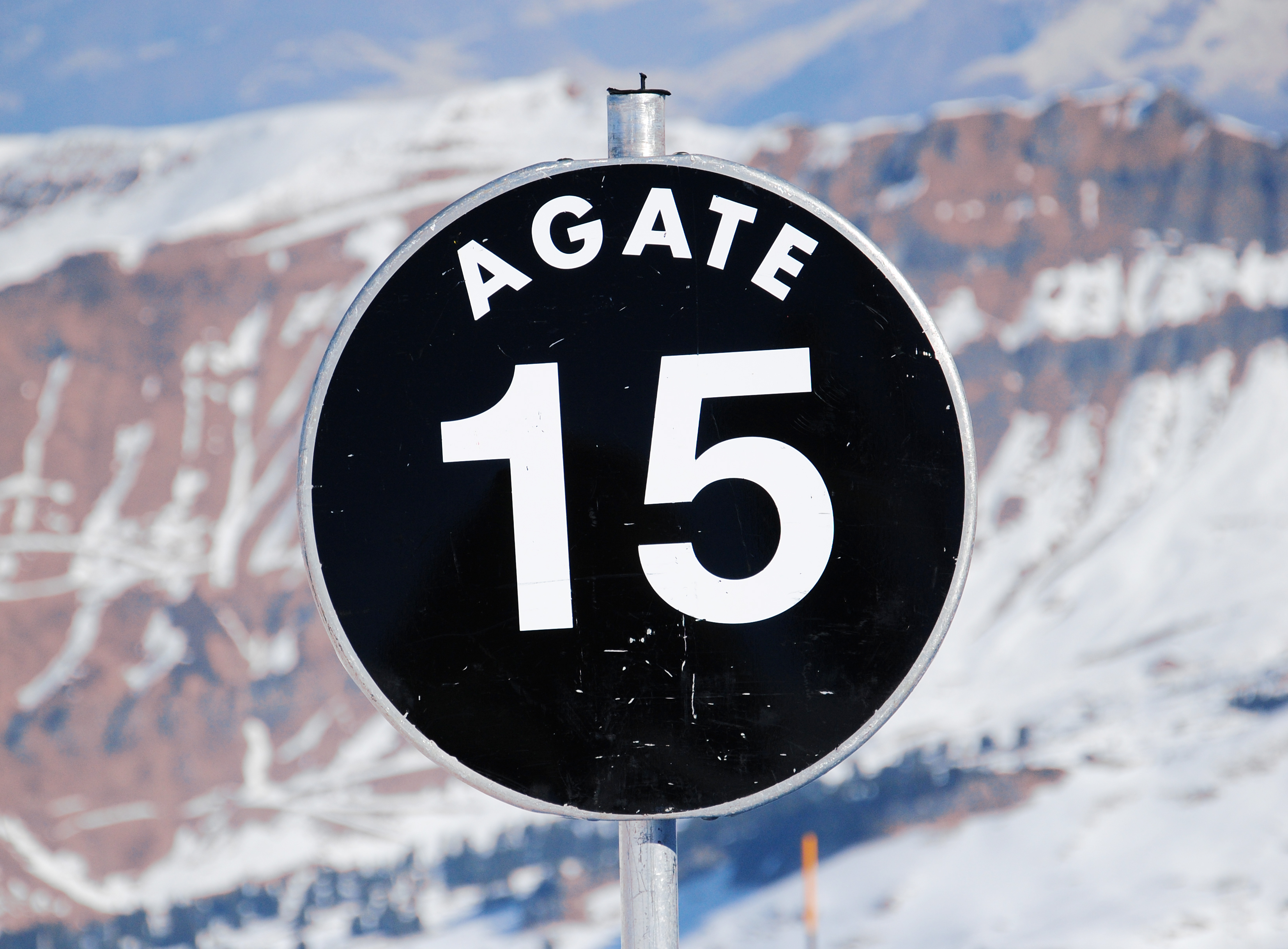
O ponto 15 da pista preta Agate, em Flaine)

A segurança numa estância de esqui tem características tão variadas como a de fazer saltar os pontos de avalancha utilizando explosivos, marcar os limites da pista, ou prepará-la utilizando uma niveladora de neve.
Cada pista é marcada com uma placa com:
- um número, decrescente do cimo até à parte mais baixa da pista;
- o nome da pista, para facilitar a orientação quando se pretende chegar a um determinado lugar e é preciso tomar-se mais do que uma pista;
- a cor, correspondendo à dificuldade.

Este serviço é feito pelo pisteiro-socorrista por vezes com a colaboração dos professores de esqui.

## Sinalização
Na Europa o grau de dificuldade das pistas de esqui é assinalado por cores, do seguinte modo:
| Cor | Dificuldade                                                                                           |
| --- | --- |
|     | Verde : pista muito fácil                                                                             |
|     | Azul : pista fácil                                                                                    |
|     | Vermelha : pista difícil                                                                              |
|     | Preta : pista muito difícil                                                                           |
|     | Amarelo : pista de ligação ou pista difícil segirizada ou pista delimitada mas não preparada (damée). |

Na América do Norte o sistema de sinalização é diferente:
| Classificação das pistas                   | Símbolo | Nível de dificuldade |
| ------------------------------------------ | ------- | -------------------- |
| Green Circle (círculo verde)               |         | Fácil                |
| Blue Square (quadrado azul)                |         | Intermédio           |
| Black Diamond (losango negro)              |         | Difícil              |
| Double Black Diamond (duplo losango negro) |         | Extremamente difícil |